# Onofre Gómez Portugal
Onofre Gómez Portugal  (La Barca, circa 1780 - Chihuahua, 27 de junio de 1811) fue un novohispano que se unió al bando insurgente durante el inicio de la guerra de la independencia de México.

## Semblanza biográfica
Se unió a la revolución iniciada a través del grito de Dolores por Miguel Hidalgo y Costilla.  Militó bajo las órdenes de Ignacio Allende. En Acámbaro se le asignó el rango de brigadier. Tras la derrota sufrida en la batalla de Guanajuato, en noviembre de 1810, fue asignado a la división de José Mariano Jiménez a quien acompañó a San Luis Potosí en los primeros días de diciembre. Al llegar a Charcas se unió a la expedición de las divisiones de Francisco Lanzagorta y Nicolás Zapata en dirección a Saltillo y Monterrey. En Matehuala contactó al capitán del presidio Juan José Treviño, quien unió sus fuerzas a los insurgentes.
Participó en la batalla de Puerto del Carnero, tras la victoria de los insurgentes fue enviado con Juan B. Carrasco a Monterrey, ciudad que fue ocupada sin dispararse un solo tiro. Más tarde se unió a la caravana de los principales jefes insurgentes que habían sido derrotados en la batalla de Puente de Calderón, con quienes fue capturado el 21 de marzo en las norias de Acatita de Baján por la traición de Ignacio Elizondo. Se le acusó de alta traición y fue condenado a muerte por el juez Ruiz de Bustamante. El 27 de junio de 1811 fue fusilado en compañía de José María Chico, Vicente Valencia y José Ignacio Solís.